# Achaia (římská provincie)
Achaia či Achaea byla římská provincie, která svým rozsahem zhruba odpovídala území dnešního jižního a středního Řecka, včetně Peloponésu. Na severu hraničila s provinciemi Epirus a Makedonie. Tato oblast byla k římské republice připojena v roce 146 př. n. l. poté, co bylo dobytím a vypálením Korintu brutálně zakončeno tažení římského vojevůdce Lucia Mummia proti achajskému spolku. 250 000 obyvatel Korintu bylo zmasakrováno nebo odvedeno do otroctví. Za tyto své skutky byl Mummius jakožto přemožitel Achajů odměněn římským senátem čestným přízviskem Achaicus.
Zpočátku bylo Řecko spravováno jako součást provincie Makedonie. Některá města, jako třeba Athény či Sparta, si vzhledem ke své slavné minulosti směla zachovat určitou míru samosprávy a nezávislosti. V roce 88 př. n. l. zahájil pontský král Mithridatés VI. válku proti Římanům, v níž získal za spojence četné řecké městské státy. Římské legie vedené Luciem Corneliem Sullou však Mithridatovy vojáky vypudily z Řecka a vzpouru rázně potlačily, přičemž v roce 86 př. n. l. nemilosrdně vydrancovaly Athény. Théby stihl stejný osud v následujícím roce. Sullovo drancování řeckého umění a kultury se stalo nechvalně proslulým. Řecké obce, povstalé proti Římu, byly tvrdě potrestány. Válečné operace, vedené na řecké půdě, tak zanechaly srdce starověkého Řecka v ruinách. Řecká obchodní střediska již nepředstavovala vážného konkurenta pro italské obchodníky. Athény si sice podržely své unikátní postavení střediska vědy a umění, nicméně stále více je zastiňovala egyptská Alexandrie. Následky Sullova řádění byly citelné ještě v době Caesara a Augusta, tedy o více než půl století později. První jmenovaný dal krátce předtím, než byl v roce 44 př. n. l. zavražděn, příkaz ke znovu vybudování Korintu.
Po porážce Marca Antonia a Kleopatry v bitvě u Actia v roce 31 př. n. l. oddělil první římský císař Augustus Achaeu od Makedonie a vytvořil z ní samostatnou provincii. V dalších sto padesáti letech se Řecko pozvolna vzpamatovávalo z předchozích katastrof. Nový rozmach Řecka dosáhl svého vrcholu za vlády císaře Hadriana (117–138), jenž byl nadšeným helénofilem. S pomocí řeckého vzdělance Heroda Attica podnikl Hadrianus rozsáhlý program přestavby. Mnoha stavbami zkrášlil Athény a z ruin pozvedl četné další řecké obce.

## Hospodářství
Achaea disponovala hojnými zdroji surovin jako například mědi, olova nebo železné rudy, ačkoli produkce zdejších dolů nebyla tak vysoká jako v jiných zemích kontrolovaných Římany – v Noricu, Británii nebo Hispánii. Cennou komoditou byl také mramor z místních lomů. Velmi žádaní byli v Římě rovněž vzdělaní řečtí otroci, kteří často působili jako lékaři a učitelé v zámožných římských rodinách. Achaea produkovala také ceněné luxusní domácí zboží: židle, keramiku a voňavky. Řecké olivy a olivový olej byly vyváženy do celé římské říše.